# Kasteel De Zandberg
Kasteel De Zandberg is een kasteel met park in de tot de West-Vlaamse gemeente Jabbeke behorende plaats Varsenare, gelegen aan Zeeweg 34-36.

## Geschiedenis
Hier was vanouds een landgoed, waarvan reeds in de 14e eeuw gewag werd gemaakt. Het was eigendom van de familie Theemis. In 1772 werd het landgoed tot een boerderij, evenals het landgoed De Cleene Thems of ook wel Bystierveldt genaamd. In 1847 werd de hoeve gekocht door Jozef Jooris, een Brugse advocaat. Zijn zoon, Emile Jooris liet van 1865-1867 de hoeve uitbreiden, de grachten grotendeels dempen, en in 1874 werd een kasteeltje gebouwd op de plaats van het woonhuis. In 1877 werd een portierswoning gebouwd en ook een windmolen die water moest opvoeren. In de daaropvolgende jaren vonden verdere verbouwingen plaats, en de windmolen werd in 1890 vervangen door een stoommachine.
In werd het domein opgekocht door Camille de Borchgrave d'Altena-Snijder. Deze ging echter in Knokke wonen en in 1933 werd het domein verkocht aan de Société Immobiliaire Bernheim. Deze verkavelde een groot deel van het domein, slechts een bescheiden rechthoekig park bleef over. Het kasteel bleef tot 1952 in handen van particulieren. Toen werd het aangekocht door de Zusters van Liefde van Maria uit Heule. Het werd tot een moederhuis. In 1969 werd besloten er een jeugdzorginstelling van te maken. De zusters gingen in een nieuwbouwcomplex wonen dat in 1973 was gebouwd, en waar in 1982 een kapel aan werd toegevoegd.

## Gebouw
Het kasteeltje ligt in een park met bomen en een vijver. Dit domein wordt aan de straatzijde afgeschermd door een muur. Van het kasteeltje van 1874 werden tijdens het interbellum de twee hoektorens gesloopt. Ook de kapel, gebouwd in 1899, werd sterk verbouwd, maar de zuidelijke trapgevel en de dakruiter herinneren nog aan de oorspronkelijke functie.
Het kasteeltje, in eclectische stijl gebouwd, heeft een in principe rechthoekige plattegrond, die onregelmatig overkomt door diverse uitbouwen en erkers.